# Vallées et côtes de la Bienne, du Tacon et du Flumen
Vallées et côtes de la Bienne, du Tacon et du Flumen este o arie protejată (sit de importanță comunitară — SCI) din Franța întinsă pe o suprafață de 17.583 ha, integral pe uscat.

## Localizare
Centrul sitului Vallées et côtes de la Bienne, du Tacon et du Flumen este situat la coordonatele 46°23′58″N 5°53′57″E / 46.39944°N 5.89917°E.

## Înființare
Situl Vallées et côtes de la Bienne, du Tacon et du Flumen a fost declarat arie specială de conservare în baza directivei 92/43 din 1992 referitoare la conservarea habitatelor naturale și a faunei și florei sălbatice pentru a proteja 2 specii de plante și 18 specii de animale.

## Biodiversitate
Situată în ecoregiunea continentală, aria protejată conține 28 de habitate naturale: Grohotișuri termofile și vest-mediteraneene, Lespezi calcaroase, Mlaștini calcaroase cu Cladium mariscus și specii de Caricion davallianae, Fânețe montane, Grohotișuri calcaroase și de șisturi calcaroase de la nivelul montan până la nivelul alpin (Thlaspietea rotundifolii), Lacuri eutrofice naturale cu vegetație de tip Magnopotamion sau Hydrocharition, Peșteri inaccesibile publicului, Lacuri și iazuri distrofice naturale, Formațiuni stabile xerotermofile de Buxus sempervirens pe pante stâncoase (Berberidion p.p.), Ape puternic oligomezotrofe cu vegetație bentonică cu Chara spp., Cursuri de apă de la nivel de câmpie la nivel montan, cu vegetație Ranunculion fluitantis și Callitricho-Batrachion, Pajiști carstice calcaroase sau bazofile, de Alysso-Sedion albi, Pajiști uscate seminaturale și facies de acoperire cu tufișuri pe substraturi calcaroase (Festuco-Brometalia) (* situri importante pentru orhidee), Grohotișuri medio-europene calcaroase, de la nivel colinar și montan, Pante stâncoase calcaroase cu vegetație casmofită, Păduri de fag din Europa Centrală dezvoltate pe sol calcaros cu Cephalanthero-Fagion, Păduri pe pante, grohotișuri și ravene de Tilio-Acerion, Păduri aluvionare cu Alnus glutinosa și Fraxinus excelsior (Alno-Padion, Alnion incanae, Salicion albae), Păduri de fag Asperulo-Fagetum, Formațiuni de Juniperus communis pe lande sau pajiști calcaroase, Pajiști cu Molinia pe soluri calcaroase, turboase sau argilos-nămoloase (Molinion caeruleae), Fânețe de joasă altitudine (Alopecurus pratensis, Sanguisorba officinalis), Liziere de ierburi înalte hidrofile de câmpie și de nivel montan până la alpin, Mlaștini împădurite, Mlaștini alcaline, Mlaștini turboase de tranziție și turbării mișcătoare, Turbării active, Formațiuni ierboase bogate în specii de Nardus, dezvoltate pe substraturi silicioase în zone montane (și în zone submontane, în Europa continentală).
La baza desemnării sitului se află mai multe specii protejate:
- plante (2): papucul doamnei (Cypripedium calceolus), Gladiolus palustris
- amfibieni (1): izvoraș-cu-burta-galbenă (Bombina variegata)
- mamifere (8): liliac cârn (Barbastella barbastellus), castor (Castor fiber), râs eurasiatic (Lynx lynx), liliac cu aripi lungi (Miniopterus schreibersii), liliac cărămiziu (Myotis emarginatus), liliac comun (Myotis myotis), liliacul mare cu potcoavă (Rhinolophus ferrumequinum), liliacul mic cu potcoavă (Rhinolophus hipposideros)
- nevertebrate (6): Austropotamobius pallipes, Coenagrion mercuriale, fluturele auriu (Euphydryas aurinia), libelule (Leucorrhinia pectoralis), fluturele purpuriu (Lycaena dispar), Lycaena helle
- pești (3): zglăvoacă (Cottus gobio), cicar (Lampetra planeri), clean dungat (Telestes souffia)

Pe lângă speciile protejate, pe teritoriul sitului au mai fost identificate 20 de specii de plante, 2 specii de amfibieni, 6 specii de mamifere, 5 specii de nevertebrate, 2 specii de pești, 8 specii de reptile.